# Björnlunda västra
Björnlunda västra  är en bebyggelse vid korsningen mellan riksväg 57 och länsväg 223 och norr därom, strax väster om Björnlunda kyrka och cirka en kilometer väster om  tätorten Björnlunda i Gnesta kommun.  Bebyggelsen klassades från avgränsningen 2020 till den 2023 som en separat småort.